# Козинец, Людмила Петровна
Людмила Петровна Козинец (28 февраля 1953 — 15 марта 2003) — советская и украинская русскоязычная писательница-фантастка.

## Биография
Родилась Людмила Козинец 28 февраля 1953 года в Красноярске. В детстве часто переезжала с родителями в разные города, в частности, училась в школе в Братске, окончила среднюю школу в Оше. Занималась фехтованием. Первые попытки написания фантастических произведений Людмила Козинец сделала ещё во время обучения в средней школе, когда в 1966 году в Братске выиграла школьный конкурс по написанию фантастических произведений. После окончания средней школы училась на филологическом факультете Симферопольского государственного университета, который окончила в 1980 году. После окончания университета работала в газете.
В 1983 году Людмила Козинец была участницей II Всесоюзного семинара молодых писателей-фантастов в Малеевке. В том же 1983 году напечатаны первые два рассказа писательницы: «Премия Кори» и «В пятницу, около семи», которые вошли в сборник рассказов крымских писателей-фантастов «Фантавры», составителем которого была писательница-фантастка Светлана Ягупова. Позже писательница перебралась в Киев, где работала в издательстве «Здоровье», позже работала в украинском отделении Всесоюзного агентства по авторским правам, а также заведующей отдела рукописей во всесоюзном творческом объединении молодых писателей-фантастов при издательстве «Молодая гвардия».
Людмила Козинец была не только автором многочисленных научно-фантастических произведений (одного романа, кроме того ещё одного исторического романа, в соавторстве с Тамарой Мунтян, трёх повестей и многочисленных рассказов), но и организатором семинаров молодых писателей-фантастов, советчиком для молодых писателей, многим из которых дала наставления в дальнейшей литературной деятельности.
В 1990 году Людмила Козинец заняла первое место на фестивале «Млечный путь» за сборник «Разорванная цепь». В 1993 году на фестивале «Еврокон» получила премию за лучший дебют. В 2004 году посмертно стала лауреатом премии им. И. А. Ефремова (за рассказ «Таима»).
Однако после распада СССР писательница не сумела найти себя в новых исторических обстоятельствах, к чему ещё и добавились проблемы в личной жизни. Это привело к тому, что Козинец ограничила общение даже с личными друзьями. В последние годы жизни Людмила Козинец тяжело болела, умерла писательница 15 марта 2003 года в Симферополе.
Людмила Козинец была замужем за симферопольским писателем-фантастом Юрием Иваниченко. У супругов была дочь Ольга, которой Людмила Козинец посвятила свою повесть «Полёты на метле».
В честь Людмилы Козинец названа премия международного семинара фантастики в Партените, который проводится с 2008 года.

## Работы
Романы
- 2002 — «Три сезона мейстры, или Нормальный дурдом»
- 2003 — «Лилии Фортуны» (соавт.)

Сборники
- 1990 — «Разорванная цепь»
- 2002 — «Качели судьбы»

Повести
- 1990 — «Корпус десантников»
- 1990 — «Полеты на метле»
- 2002 — «Кольцо с авантюрином»

Рассказы
- 1983 — «В пятницу, около семи»
- 1983 — «Премия Коры»
- 1985 — «Я иду!»
- 1987 — «Завтра — ничего»
- 1987 — «Домовой»
- 1987 — «Корзинка мыльных пузырей»
- 1987 — «Я дарю тебе весну»
- 1987 — «Сегодня и ежедневно»
- 1987 — «Приз»
- 1987 — «Крылья»
- 1988 — «Было, есть и будет…»
- 1989 — "Последняя сказка о «Летучем Голландце»
- 1989 — «Ветер над яром»
- 1990 — «Когти ангела»
- 1990 — «Черная чаша»
- 1990 — «Нимб дракона»
- 1990 — «Огонь в Колыбели»
- 1990 — «Разорванная цепь»
- 1990 — «Сказка о Короле и Прекрасной Огороднице»
- 1991 — «Гадалка»
- 1991 — «Пансион»
- 1992 — «Я не знаю…»
- 2003 — «Таима»
- 2003 — «Работа такая»
- 2003 — «Полосочка спешит на помощь»